# Monastère de l'Annonciade
Pour les articles homonymes, voir Monastère de l'Annonciade (homonymie).

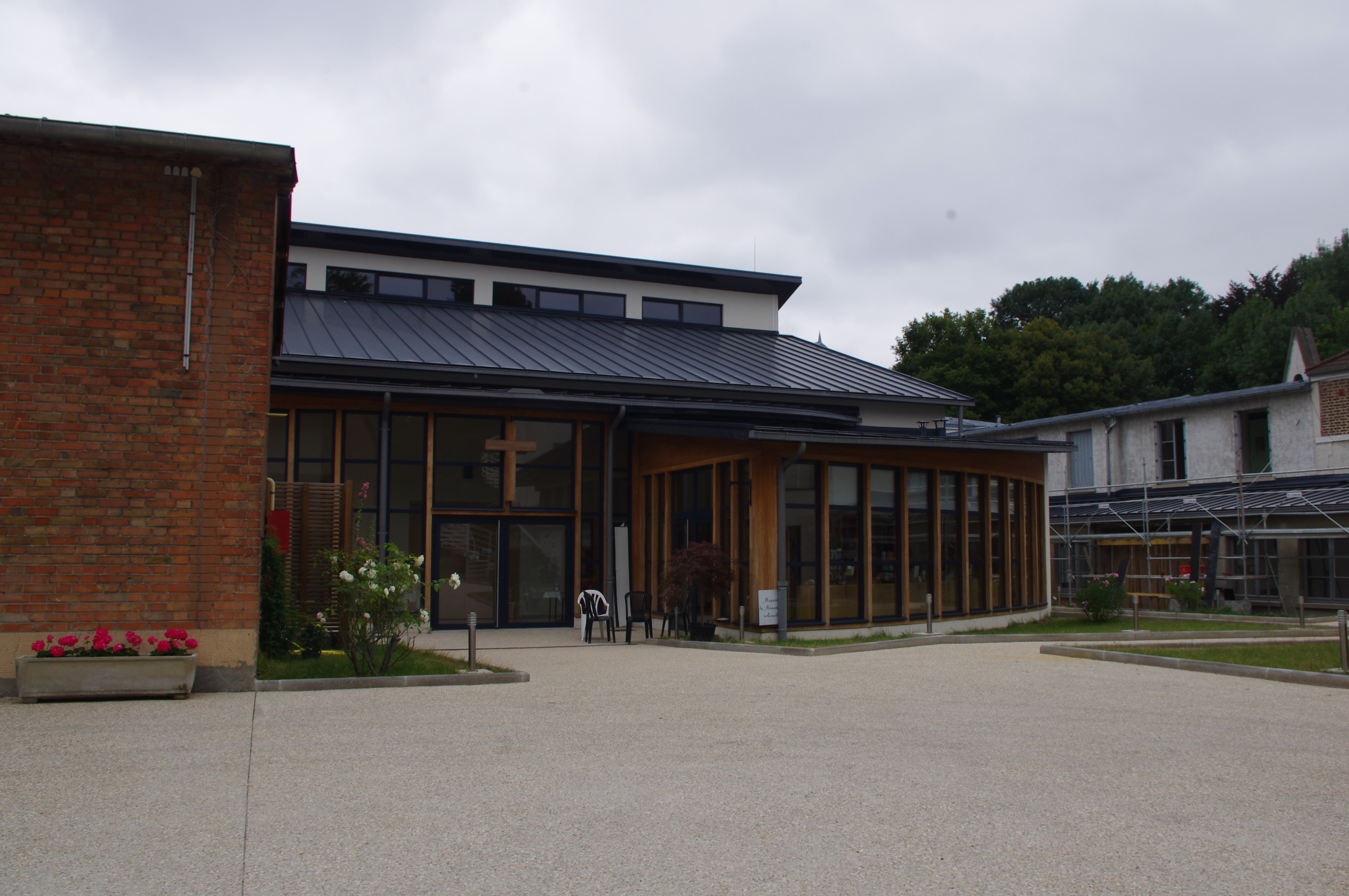
Monastère, le sud.

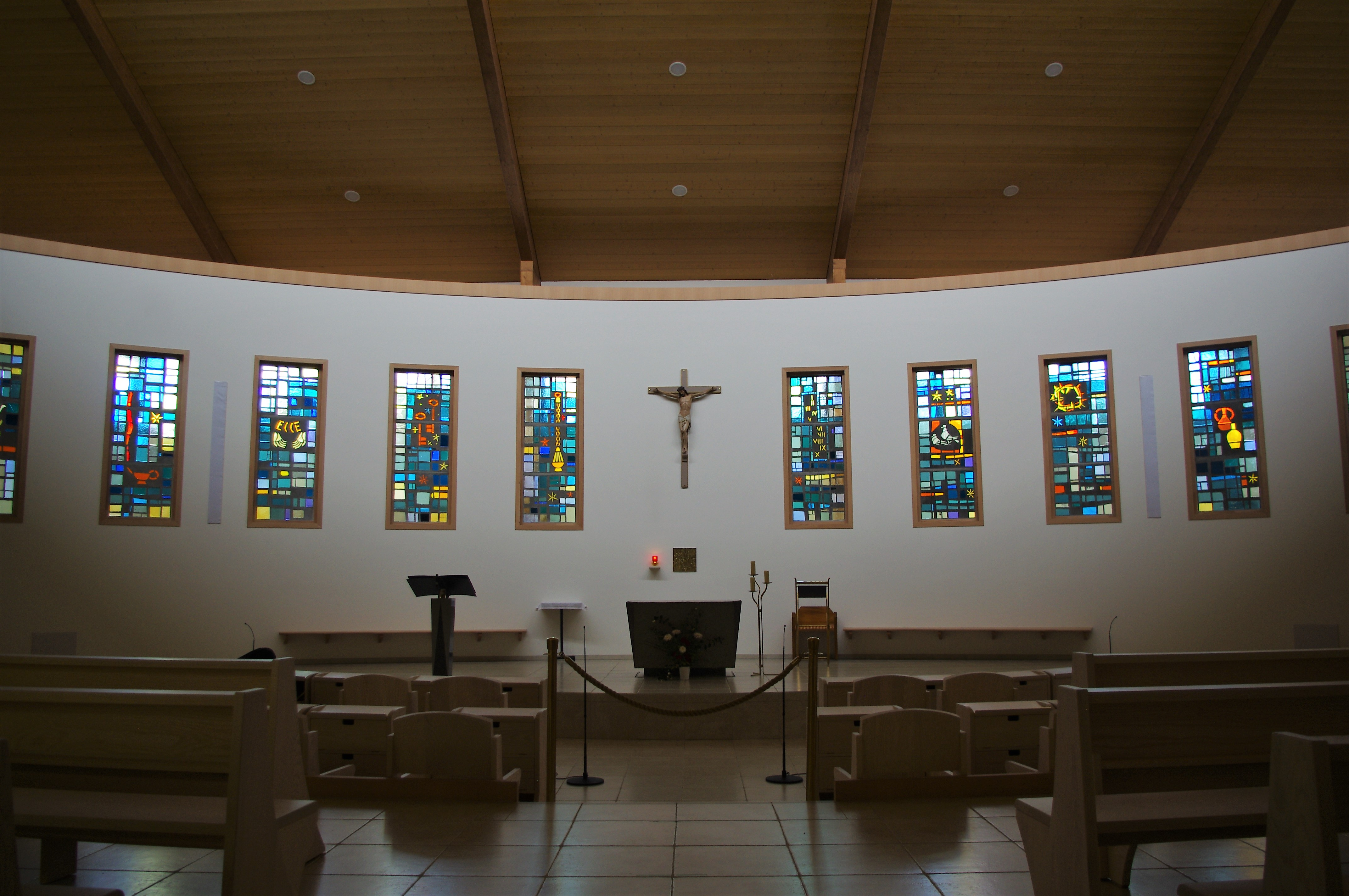
Chapelle

Le monastère de l'Annonciade est un monastère occupé depuis 1926 par les sœurs de l'Annonciade, situé dans la commune de Thiais, dans le diocèse de Créteil (Val-de-Marne) à 15 kilomètres de Paris.
Les sœurs de l'Annonciade occupaient aussi entre 2000 et 2012 un monastère à Menton, construit sur une colline dominant la ville. Ce lieu accueillait auparavant la congrégation de Puypin, puis des capucins.